# Wahba az-Zuhailī
Wahba Mustafā az-Zuhailī (arabisch وهبة مصطفى الزحيلي, DMG Wahba Muṣṭafā az-Zuḥailī, geb. 1932 in Deir Atiyeh; gest. 8. August 2015) war ein Gelehrter auf dem Gebiet des islamischen Rechts und der Rechtstheorie. Er galt auch als Experte für islamisches Völkerrecht. Az-Zuhaili war ein Verfechter des traditionellen orthodoxen sunnitischen Islam und ein beliebter Prediger.

## Leben
Az-Zuhailī war der Leiter des Departments für Islamische Jurisprudenz und Lehren (قسم الفقه الإسلامي ومذاهبه) am Kollegium für Schariarecht (كلية الشريعة Kullı̄yat aš-Šarı̄ʻa) der Universität Damaskus in Syrien.
Er war am 13. Oktober 2007 einer der 138 Unterzeichner des offenen Briefes Ein gemeinsames Wort zwischen Uns und Euch (englisch A Common Word Between Us & You), den Persönlichkeiten des Islam an „Führer christlicher Kirchen überall“ (engl. “Leaders of Christian Churches, everywhere …”) sandten.

## Werke (Auswahl)
- al-Fiqh al-islāmī wa-adillatuhū (The Islamic jurisprudence and its evidences). 4th ed., Damascus, Syria: Dar al-Fikr 1997